# Agoliinus aquilonarius
Agoliinus aquilonarius är en skalbaggsart som beskrevs av Brown 1928. Agoliinus aquilonarius ingår i släktet Agoliinus och familjen Aphodiidae. Inga underarter finns listade i Catalogue of Life.